# Parafia św. Apostołów Szymona i Judy Tadeusza w Raszczycach
Parafia św. Apostołów Szymona i Judy Tadeusza w Raszczycach – rzymskokatolicka parafia należąca do dekanatu pogrzebieńskiego w archidiecezji katowickiej. Została utworzona w 1447 roku. Jednak w XVI wieku utraciła swoją samodzielność. Ponownie erygowano ją 1 sierpnia 1925 roku. Od 1998 roku parafia w Raszczycach posiada swoją filę w Żytnej.

## Proboszczowie[2]
- ks. Jan Kandziora kuratus (1918 – 1925), proboszcz (1925 – 1933)
- ks. Robert Szynawa administrator (1933 – 1940)
- ks. Augustyn Melz administrator (1940 – 1956)
- ks. Paweł Bekiesz administrator (1956 – 1957)
- ks. Alojzy Tomecki administrator (1957 – 1958), proboszcz (1958 – 1979)
- ks. Karol Machnik proboszcz (1979 – 1987)
- ks. Tadeusz Strach proboszcz (1987 – 1999)
- ks. Marek Kirszniok proboszcz (1999 – 2021)
- ks. Joachim Ledwoń administrator (2021 – 2022), proboszcz (2022 – nadal)